# Irrtum
Der Irrtum bezeichnet im engeren Sinne eine falsche Annahme oder Meinung oder einen falschen Glauben (genannt auch Irrglaube), wobei der Behauptende, Meinende oder Glaubende jeweils das Falsche für richtig hält. Im Gegensatz zu einer Lüge, bei der die Wahrheit bewusst verfälscht worden ist, entsteht ein Irrtum unabsichtlich aus falschen Informationen oder Fehlschlüssen. Systematisch auftretende Irrtümer heißen kognitive Verzerrungen.
Im weiteren Sinne wird der Begriff des Irrtums auch auf falsche Behauptungen und andere fehlerhafte Handlungen angewandt, die aus einer irrigen Annahme oder einem falschen Glauben resultieren. Der Irrtum wird auch als Paralogie bezeichnet, womit auch Vernunftwidrigkeit und „Irrereden“ gemeint sein kann.

## Irrtum aus erkenntnistheoretischer Sicht
In der Erkenntnistheorie untersucht man von jeher Ursachen und Bedingungen für das Entstehen von Irrtümern. Die antiken Philosophen sahen die Quelle des Irrtums in der Unvollkommenheit der sinnlichen Wahrnehmungsstufe, d. h. in der Unvollkommenheit der Erkenntnisfähigkeit des Menschen. In der neueren Zeit suchte Francis Bacon die Quellen der Irrtümer in den falschen Ideen, die er Trugbilder oder Idole nannte. Man kann sich, so Bacon, von diesen Quellen der Irrtümer nur befreien, indem man sich an das Experiment und an solch eine Erkenntnismethode wie die Induktion hält. Leibniz sprach von folgenden vier Ursachen des Irrtums:
1. dem Mangel an Beweisen,
2. der ungenügenden Fähigkeit in der Verwendung von Beweisen,
3. dem fehlenden Wunsch, Beweise anzuwenden, und
4. falschen Wahrscheinlichkeitsregeln.

Außerdem ist seiner Ansicht nach eine ernsthafte Quelle des Irrtums im Autoritätsglauben zu sehen sowie in der Leidenschaft. Thomas Hobbes und John Locke sahen die Quellen der Irrtümer im Verstoß gegen die Logikregeln bei der Bildung von Urteilen. Nach David Hume belehrt die Erfahrung eines Irrtums über die Unvollkommenheit des Induktionsschlusses. Ohne diese Erfahrung würde man dem Gewohnheitsmäßigen zu viel Gewicht beimessen. Immanuel Kant erklärte als Ursache des Irrtums die sittliche Unvollkommenheit der Natur des Menschen.
Hegel näherte sich der genetischen, rationalen Interpretation der Ursache des Irrtums. Der Irrtum, so Hegel, ist ein Moment in der Entwicklung der Wahrheit. Der Irrtum gibt einseitig die wahre Lage der Dinge wieder, aber über ihn geht die Erkenntnis zur Wahrheit. Hegel unterschied weiterhin den Irrtum von zufälligen Fehlern.
In der Dialektik betrachtet man Wahrheit und Irrtum als wechselseitigen Zusammenhang. Eine Stufe der Wahrheit ist in der Regel nur eine relative Wahrheit und wird mit zunehmendem Wissen zum Irrtum, sobald eine tiefergehende Wahrheit gefunden wurde.

## Wissenschaftliche Irrtümer
Die Wissenschaft liefert nicht nur neue Erkenntnisse, sondern auch Beispiele für Irrtümer, etwa die Vorstellung eines universellen Äthers. Dauert die Verirrung schwerwiegend lange, spricht man von pathologischer Wissenschaft. Ein Irrtum kann z. B. das Ergebnis vorschneller, nicht sorgfältiger und folgerichtiger Schlussfolgerungen wie auch subjektiver Ansichten und Voreingenommenheiten sein. Oft ist der Irrtum das Ergebnis einer unvollständigen Kenntnis der Lage der Dinge in dem untersuchten Bereich. Nicht selten wird ein Irrtum dadurch hervorgerufen, dass nur begrenzte Mittel und Verfahren der Erkenntnis angewendet werden; wenn aber im Prozess der weiteren Untersuchungen verbesserte Verfahren zur Verfügung stehen, beginnt der Irrtum zu verschwinden, was einer Annäherung an die Wahrheit gleichkommt. Grundsätzlich kennt die Wissenschaft, ähnlich wie die Hegelsche Prozess-Dialektik, keine unumstößliche Wahrheit. Jede Theorie kann durch Hypothesen geprüft und gegebenenfalls des Irrtums überführt werden. Nach Jürgen Mittelstraß haben Irrtümer in der Wissenschaft einen erheblichen heuristischen Wert, weil sie unter Umständen Türöffner für neue Erkenntnisse sein können.

## „Irrtum“ bei Maschinen
Maschinen können nicht in derselben Weise irren wie Menschen, da ihnen ein Bewusstsein fehlt. Maschinen können jedoch durch die Eingabe falscher Informationen oder durch Fehler bei der Informationsverarbeitung falsche Ergebnisse produzieren. Eine Maschine kann gegebenenfalls einen Irrtum simulieren.